# Монашеская жизнь в Бутане
В Бутане существует большое количество монастырей, которые играют важнейшую роль во всех сферах жизни бутанского общества.

## Иерархия
Монахи, которые в Бутане носят красную одежду, живут в монастырях (гомпа, лакханг или дзонг), и сами называются гелонгами; их жизнь проходит под руководством лам, религиозных лидеров и учителей с почётным званием лопен (например Лопен Сонам Зангпо Ринпоче). Каждый монастырь возглавляет священник, который является ламой, хотя названия титула могут быть разные. Самый главный монах страны является главным религиозным иерархом Бутана, титул которого звучит как Дже Кхемпо. Его полномочия теоретически эквивалентны полномочиям короля. Дже Кхемпо и Дордже Лопен, религиозный лидер административной единицы, являются высшими органами религиозной власти; затем идут Дапре Лопен (мастер грамматики и литературы), Янге Лопен (мастер пения и литургии), Ценуй Лопен (мастер философии), Килкор Лопен (мастер искусств), Ципе Лопен (мастер астрологии), Умзе (мастер хора) и Кундзу (мастер дисциплины).

## Повседневная жизнь
Юные монахи поступают в монастыри в возрасте от шести до девяти лет и сразу же помещаются под наблюдение служителя. Они учатся читать чоки, священный язык древних текстов, а также изучают дзонг-кэ и английский язык. Наконец, они должны выбрать один из двух «путей» монашества: изучать богословие и буддийскую теорию или, что является более распространённым, участвовать в ритуалах и постигать веру личной практикой. Повседневная жизнь монахов строга, особенно если они служат в одном из монастырей, расположенных далеко в горах. В этих монастырях часто не хватает еды, и она должна готовиться самими монахами или посетителями монастыря. Монахи часто не имеют полноценной зимней одежды, а монастыри зимой не отапливаются. Если какой-либо мужчина из семьи служит в таком монастыре, то это считается очень хорошим с точки зрения кармы для всей этой семьи. Духовное образование монаха продолжается на протяжении всей его жизни. Помимо исполнения своих непосредственных религиозных обязанностей, монах может решиться на молчаливое отшельничество. Отшельничество может длиться три года, три месяца, три недели и три дня. Во время отшельничества, однако, монах должен регулярно встречаться со своим духовным мастером, проверяющим его духовное развитие, чтобы убедиться, что время отшельничества было потрачено не зря. В стране существует Центральный совет монахов — собрание около 600 монахов, которые участвуют в решении наиболее важных религиозных вопросов на большей части территории страны. Летом он проходит в Тхимпху, столице страны, а зимой они собираются в Пунакха-дзонге, самом священном дзонге в Бутане, который основатель Бутана Шабдрунг Нгаванг Намгьял выбрал в качестве столицы в начале XVII века и где покоится его тело.

## Категории монахов
Некоторые монахи имеют право отказаться от их обета безбрачия и вступить брак: такие монахи называются «гетре», или монахи в отставке. Некоторые монахи считаются «перевоплотившимися», их называют тулку или ринпоче (великий уважаемый монах). Отшельники-гомчены живут и имеют свои семью и работу как миряне. Тем не менее они обучаются религии и могут участвовать в религиозных церемониях и проповедовать. Они не носят монашеской одежды, но носят красный шарф, что определяет их как монахов. Большинство монахов Бутана относятся к буддийской школе друкпа, но на востоке Бутана превалирует школа ньингма.